# Autochloris serra
Autochloris serra là một loài bướm đêm thuộc phân họ Arctiinae, họ Erebidae.